# 베체시구

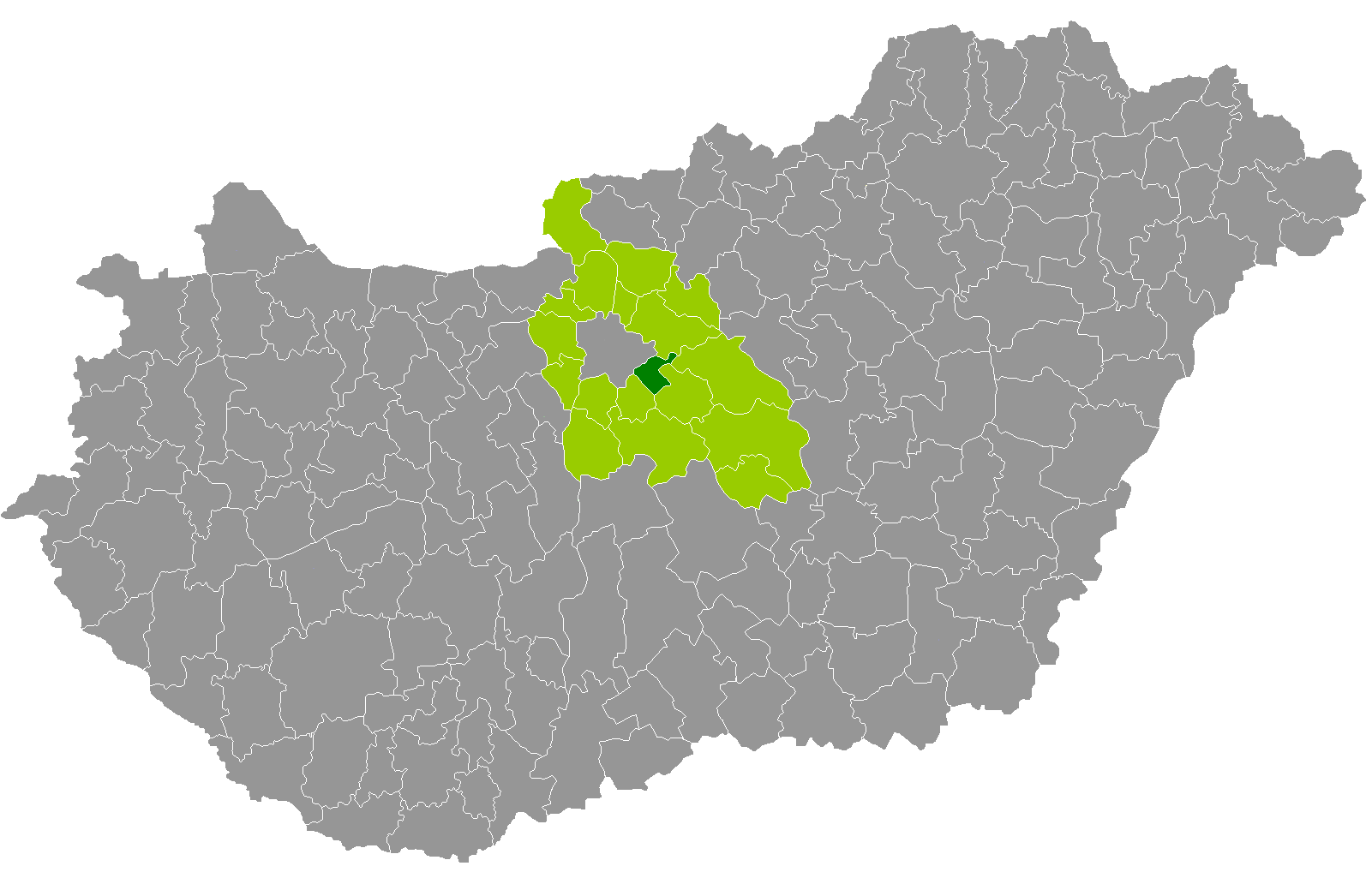
페슈트주 지도에 표시된 베체시구의 위치

베체시구(헝가리어: Vecsési járás)는 헝가리 페슈트주에 위치한 구로 구청 소재지는 베체시이며 면적은 119.74km2, 인구는 47,026명(2011년 기준), 인구 밀도는 393명/km2이다.
북쪽으로는 괴될뢰구, 북동쪽으로는 너지카터구, 남동쪽으로는 모노르구, 남서쪽으로는 잘구, 북서쪽으로는 부다페스트와 접한다. 4개 지방 자치체(3개 시, 1개 마을)를 관할한다.

구 문장